# Prosopanche
Prosopanche — рід паразитичних квіткових рослин родини гіднорових (Hydnoraceae). Містить 5 видів.

## Поширення
Поширений в Центральній і Південній Америці.

## Екологія
Рослини цього роду паразитують на коренях інших рослин, причому деякі види спеціалізуються на конкретних видах господаря, найчастіше на деревах роду Prosopis . Квіти запилюються мухами та жуками. Їх приваблює запах гниючого м'яса та білки і жири в тканинах з внутрішньої сторони м'ясистої оцвітини. Вузькі проміжки між листками оцвітини покриті волосками, що ускладнює вихід комах з квітки. Вони вивільняються лише тоді, коли в'яне квітка. Насіння поширюється ссавцями. Плоди охоче їдять броненосці.

## Види
- Prosopanche americana (R.Br.) Baill. — Аргентина, Бразилія
- Prosopanche bonacinae Speg. — Аргентина, Бразилія, Парагвай
- Prosopanche caatingicola R.F.Machado & L.P.Queiroz — Бразилія
- Prosopanche costaricensis L.D.Gómez — Коста-Рика
- Prosopanche demogorgoni Funez, Ribeiro-Nardes, Kossmann, et al — Бразилія